# Brian Boyle
Brian Boyle (ur. 18 grudnia 1984 w Hingham, Massachusetts, USA) – hokeista amerykański, gracz ligi NHL.

## Kariera klubowa
- Boston College (2003 - 2007)
- Los Angeles Kings (2007 - 27.06.2009)
  -  Manchester Monarchs (2007 - 2009)
- New York Rangers (27.06.2009 - 1.07.2014)
- Tampa Bay Lightning (1.07.2014 - 27.02.2017)
- Toronto Maple Leafs (27.02.2017 - 1.07.2017)
- New Jersey Devils (1.07.2017 - 6.02.2019)
- Nashville Predators (6.02.2019 - 20.10.2019)
- Florida Panthers (20.10.2019 -

## Sukcesy
Reprezentacyjne
- Brązowy medal mistrzostw świata: 2021

Klubowe
- Prince of Wales Trophy: 2014 z New York Rangers: 2015 z Tampa Bay Lightning

Indywidualne
- NHL (2017/2018):
  - Występ w Meczu Gwiazd edycji 2018
  - Bill Masterton Memorial Trophy